# رمزي البعلبكي
رمزي منير البَعْلَبَكِّي (ولد 1371 هـ / 1951 م) هو لغوي مُعجَمي لبناني، حصل على جائزة الملك فيصل العالمية في اللغة العربية والأدب سنة 2010.

## سيرته
وُلد رمزي بن مُنير البَعْلَبَكِّي في بيروت عام 1371هـ/ 1951م. حصل على ليسانس اللغة العربية وآدابها (بدرجة الامتياز الرفيع) مع نيل جائزة بنروز، ثم على درجة الماجسـتير في اللغـة العربيـة، من الجامعة الأمريكية في بيروت، ونال الدكتوراه في النحو العربي وعلم الساميّات المقارن من كلية الدراسات الأفريقية والشرقية في جامعة لندن. وقد عمل في الحقل الأكاديمي أكثر من ثلاثين سنة، تدرَّج خلالها في الرتب الأكاديمية من أستاذ مساعد إلى أستاذ في الجامعة الأمريكية في بيروت.
يعمل بعلبكي حاليًا أستاذ كرسي مارغريت ويرهوزر جويت للدراسات العربية، ورئيسًا لدائرة اللغة العربية ولغات الشرق الأدنى بالجامعة الأمريكية في بيروت. وكان أستاذاً زائراً في جامعات كمبريدج، وشيكاغو، وأستاذًا مقيمًا في جامعة جورج تاون.
شارك في إتمام معجم المورد الأكبر، إنجليزي ـ عربي، الذي بدأه والده المعجمي منير بعلبكي وتوفي قبل إتمامه.

## مناصبه
رأس بعلبكي تحرير مجلة «الأبحاث» الصادرة عن كلية الآداب في الجامعة الأمريكية ببيروت لأكثر من عشر سـنوات، وكان رئيسـًا لمركز الدراسـات العربيـة ودراسات الشرق الأوسط، وعميداً مناوباً لكلية الآداب والعلوم لسبع سنوات.

## المؤلفات
| الكتاب                                                                            | التاريخ | المصدر            |
| --------------------------------------------------------------------------------- | ------- | ----------------- |
| الكتابة العربية والسامية: دراسات في تاريخ الكتابة وأصولها عند الساميّين            | 1981م   |                   |
| معجم المصطلحات اللغوية                                                            | 1990م   |                   |
| فقه العربية المقارن: دراسات في اصوات العربية وصرفها ونحوها على ضوء اللغات الساميّة | 1999م   |                   |
| سيبويه ومنهجه التحليلي في ضوء الفكر النحوي                                        |         | باللغة الإنجليزية |
| النحاة والفكر النحوي في التراث العربي                                             | 2025    | [ 3 ]             |

## الجوائز
- جائزة الملك فيصل في اللغة العربية والأدب لعام 2010م.[4]
- جائزة الكويت من مؤسسة الكويت للتقدم العلمي (مجال الإنسانية والفنون والأداب - علم اللغويات) عام 2021.[5]
- جائزة الكتاب العربي في دورتها الثانية (فئة الإنجاز/الأفراد) عام 2025م؛ تقديراً لإسهامه البارز في مجاله.[6]